# Croton tejucensis
Croton tejucensis är en törelväxtart som beskrevs av Johannes Müller Argoviensis. Croton tejucensis ingår i släktet Croton och familjen törelväxter. Inga underarter finns listade i Catalogue of Life.